# Abrahámovce, Kežmarok
Abrahámovce este o comună slovacă, aflată în districtul Kežmarok din regiunea Prešov, pe malul râului Vrbovský potok⁠(d). Localitatea se află la altitudinea de 739 m deasupra n.m., se întinde pe o suprafață de 6,65 km2 și în 2017 număra 265 de locuitori.

## Istoric
Localitatea Abrahámovce este atestată documentar din 1286.

## Demografie
| An:                | 1994 | 2004   | 2014    | 2024 |
| ------------------ | ---- | ------ | ------- | ---- |
| Număr de persoane: | 212  | 227    | 263     | 263  |
| Diferență:         |      | +7,07% | +15,85% | +0%  |

| An:                | 2023 | 2024 |
| ------------------ | ---- | ---- |
| Număr de persoane: | 263  | 263  |
| Diferență:         |      | +0%  |